# Kladzany
Kladzany es un municipio del distrito de Vranov nad Topľou en la región de Prešov, Eslovaquia, con una población estimada a final del año 2024 de 529 habitantes.
Se encuentra ubicado en el centro-sur de la región, cerca del río Topľa (cuenca hidrográfica del río Tisza) y de la frontera con la región de Košice.

## Demografía
| Año        | 1994 | 2004    | 2014    | 2024    |
| ---------- | ---- | ------- | ------- | ------- |
| Población  | 621  | 559     | 537     | 529     |
| Diferencia |      | −9,98 % | −3,93 % | −1,48 % |

| Año        | 2023 | 2024    |
| ---------- | ---- | ------- |
| Población  | 531  | 529     |
| Diferencia |      | −0,37 % |